# Steady State-teorien
Steady State-teorien (der også er kendt som teorien om fortsat skabelse) er en kosmologisk model, som blev udviklet i 1948 af Fred Hoyle, Thomas Gold, Hermann Bondi og andre som et alternativ til teorien om Big Bang (der nu anses for at være den kosmologiske standardmodel). Ifølge Steady State-synspunktet skabes nyt stof uophørligt, efterhånden som universet udvides, hvorved dette følger det perfekte kosmologiske princip. Modellen havde mange tilhængere blandt kosmologer i 1950'erne  og 1960'erne, men antallet faldt markant sidst i 1960'erne efter opdagelsen af den kosmiske baggrundsstråling i 1964 (offentliggjort i Astrophysical Journal og Astrophysical Journal Letters i 1965). 
Steady State-teoriens største problem er, at den hverken har, eller kan udbygges med, en mekanisme, der kan forklare den kosmiske baggrundsstråling, hvorfor den i dag kun har meget få fortalere. Steady State-modellens vigtigste funktion har været at udgøre et alternativ til Big Bang og derved anspore til noget af den vigtigste forskning inden for astrofysikken, og hvis resultater i sidste ende har vist sig at støtte Big Bang-teorien.

## Oversigt
Bondi, Gold og Hoyle siges at være blevet inspireret til modellen af det cirkulære  plot i filmen Dead of Night, som de så sammen . Nok så vigtigt var nok, at teoretiske beregninger havde vist, at et statisk univers ikke var muligt ifølge den generelle relativitetsteori, og at observationer udført af Edwin Hubble havde vist, at universet udvidede sig. Steady State-teorien forsvarer det synspunkt, at skønt universet udvides, og dele af det derved kommer uden for vores horisont, ændrer det ikke udseende i tidens løb. Det har ingen begyndelse og ingen slutning, jf. det perfekte kosmologiske princip.
For at opnå dette opererer modellen med en stadig skabelse af stof (først og fremmest brint ) for at opretholde den gennemsnitlige stoftæthed over tid. Den nødvendige mængde skabt stof er så lille, at den ikke direkte kan opdages: Omkring en solmasse baryoner for hver  kubikmegaparsec (Mpc3) pr år (hvilket omtrent svarer til skabelsen af et enkelt brint-atom i hver kubikmeter af rummet for hver milliard år) tillige med omkring fem gange så meget mørkt stof. Denne yderst sjældne skabelse ville imidlertid forårsage observerbare virkninger på kosmologiske skalaer.
Æstetisk set er det et utilfredsstillende træk ved modellen, at den påståede spontane dannelse af nyt stof ikke kun er brint, men formodentlig også må omfatte deuterium, helium og en lille mængde lithium, eftersom ingen nukleosyntese-proces i stjerner eller processer andre steder kan fremstille den mængde deuterium og helium-3, der kan observeres i universet. (I Big Bang-modellen skabes ur-deuterium ved Big Bang-nukleosyntese ganske kort tid efter begyndelsen af universets udvidelse, og før de første stjerner var dannet.
Teorien om kaotisk inflation har mange ligheder med Steady State teorien, omend på meget større skala end denne oprindeligt omfattede.

## Problemer
Der begyndte at vise sig problemer med Steady State-teorien i slutningen af 1960'erne, da observationer tilsyneladende viste, at universet virkelig undergik forandringer. Der blev fundet kvasarer og radiogalakser på store afstande (dvs. med stor rødforskydning og altså, da lysets hastighed jo er endelig, med meget høj alder) og ikke i nærmereliggende galakser.  Halton Arp har hele tiden tolket disse data anderledes og hævdet, at der også er tegn på, at der kan findes kvasarer så tæt på som i den lokale Virgo galaksehob i stjernebilledet jomfruen, men denne tolkning finder ikke anerkendelse blandt moderne kosmologer. 
For de fleste af disse var offentliggørelsen i 1965 af den kosmiske baggrundsstråling, som var forudsagt af Big Bang-teorien, et vendepunkt. Stephen Hawking udtalte, at den kendsgerning, at baggrundsstrålingen var opdaget, og at den mentes at være den sidste rest fra Big Bang var "det sidste søm i kisten for Steady State-teorien". Denne teori forklarer baggrundsstrålingen som et resultat af, at lyset fra meget gamle stjerner er blevet spredt af galaktisk støv. Da strålingen er meget ensartet fordelt, er det imidlertid vanskeligt at forklare, hvordan den kan stamme fra punktformede kilder, og den viser ikke nogen af de egenskaber (som f.eks. polarisation), der normalt optræder sammen med spredning. Desuden er baggrundsstrålingens sortlegeme spektrum så nær de ideale værdier, at det næppe kunne dannes ved overlejring af bidrag fra støvskyer med forskellige temperaturer og rødforskydninger. Steven Weinberg skrev i 1972:
Steady State-modellen lader ikke til at stemme overens med den observerede relation luminositeten dL versus rødforskydningen z ... På en måde gør denne uoverensstemmelse modellen ære, fordi den som en af de få blandt de kosmologiske modeller fremkommer med så præcise forudsigelser, at den kan kontrolleres selv med de begrænsede beviser i form af observationer, som står til vores rådighed. Steady State-modellen er så tiltrækkende, at mange af dens tidligere tilhængere stadig håber på, at indvendingerne mod den vil blive forsvinde, efterhånden som observationerne bliver bedre. Hvis imidlertid baggrundsstrålingen virkelig er sortlegeme stråling vil det være vanskeligt at tvivle på, at universet har udviklet sig fra et varmere og tættere tidligt stade.
I 2006 anser de fleste astronomer derfor Big Bang-teorien for at være den bedste beskrivelse af universets udvikling. Den indgår implicit i de fleste skrifter om astrofysik og bruges som udgangspunkt for forfinelser af teorierne. 

## C-felt
Bondi og Gold angav ingen mekanisme for den skabelse af stof, som teorien kræver, men Hoyle foreslog eksistensen af, hvad han kaldte "C-feltet", hvor "C" står for "Creation" (engelsk for "Skabelse").  Dette C-felt har negativt tryk, skaber stoffet og og er ansvarlig for den stadige udvidelse af universet. Disse egenskaber indgår alle i det inflaton-felt, som forudsættes i teorien om kosmisk inflation i Big Bang. Set på denne vis indbefattede Hoyles Steady State-model fra 1948 mange egenskaber, som senere dukkede op, især i teorien om kaotisk inflation, hvor inflation stadig foregår i et uendeligt univers uden begyndelse eller ende på en skala, der går ud over det observerbare univers, og som skaber stoffet i universet.

## Quasi Steady State
En quasi Steady State-kosmologi blev foreslået i 1993 af Fred Hoyle, Geoffrey Burbidge og Jayant Narlikar med en udvidelse af den oprindelige models ideer, som skulle forklare nogle yderligere egenskaber, som ikke var omfattet af den oprindelige udgave. Den foreslår, at der kan have været mange udvidelser af universet og "skabelseslommer" inden i det, hvilket af og til beskrives med betegnelser som minibang, mini-skabelsesbegivenheder eller små bang, noget i lighed med de ambiplasma domæner, som foreslås i Hannes Alfvéns kosmologi. Efter at der var observeret mørk energi, som medfører at universet undergår accelererende udvidelse, foretoges yderligere tilføjelser til modellen.  Kosmologer fra hovedretningen, som har studeret quasi Steady State-modellen, peger dog stadig på fejl og uoverensstemmelser med observationerne  Som kosmologisk arbejdsgrundlag har ideen kun support fra dens skabere, men Narlikar fortsætter dog med at offentliggøre skrifter om den.